# Natural Power

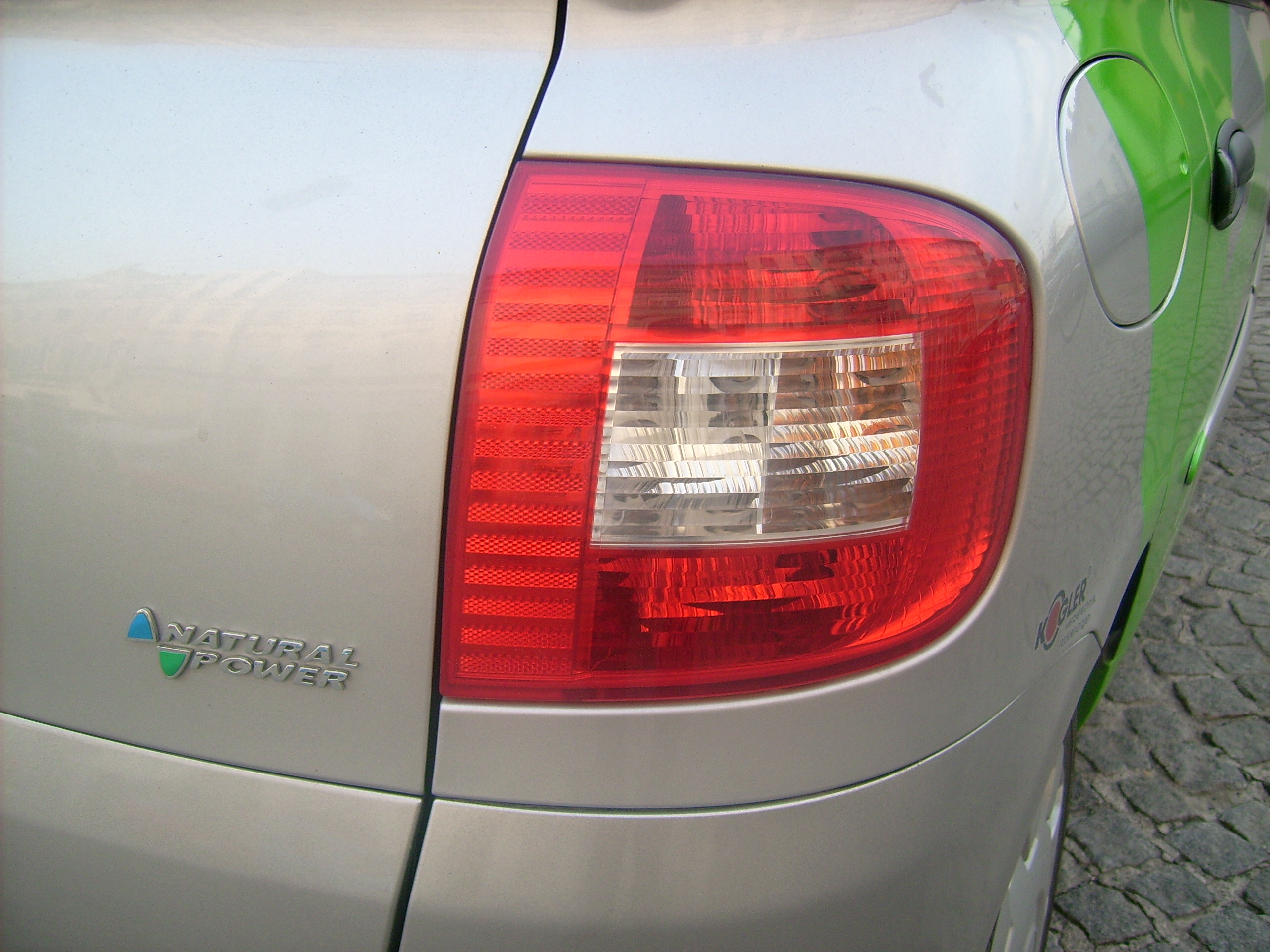
Logo Natural Power su una Multipla

Natural Power è un marchio registrato da Fiat Auto, utilizzato principalmente per la commercializzazione delle sue vetture a doppia alimentazione benzina/gas naturale compresso (più comunemente metano).

## Storia e descrizione
Introdotto per la prima volta nel 2003 con il modello Fiat Punto Natural Power, in precedenza veniva utilizzata la denominazione Bi-Power (i primi modelli Fiat con versioni alimentate sia a benzina che a metano furono la Marea e la Multipla; della Multipla venne realizzata anche la versione BluPower, alimentata solo a metano, prima auto di serie al mondo con tale caratteristica). Alla Punto, nel corso degli anni, si sono aggiunti numerosi veicoli marchiati Natural Power che sfruttano la doppia alimentazione come la Panda, i commerciali venduti da Fiat Professional e l’Iveco Daily. Commercializzati nell’area EMEA e in un alcuni paesi dell’Africa nel 2017 le vendite totali dei veicoli a doppia alimentazione hanno raggiunto le 700.000 unità; di queste 300.000 sono Fiat Panda.
La tecnologia sfrutta un impianto a metano progettato direttamente dalla Fiat ed installato in fabbrica. La stessa tecnologia viene utilizzata anche dalla Lancia Ypsilon a doppia alimentazione, che però non utilizza il marchio Natural Power in favore della propria denominazione EcoChic.
I modelli attualmente prodotti sono: 
- Panda (terza serie, motore 0.9 TwinAir Turbo)
- Qubo (motore 1.4 FIRE 8V aspirato)
- Doblò (seconda serie, motore 1.4 TurboJet 16V)
- Fiorino (terza serie, motore 1.4 FIRE 8V aspirato)
- Ducato (terza serie, motore 3.0)
- 500L (motore 0.9 TwinAir Turbo)
- Lancia Ypsilon EcoChic (terza serie, motore 0.9 TwinAir Turbo)
- Iveco Daily (motore 3.0)
- Iveco EuroCargo
- Iveco Stralis[4]

I modelli prodotti in passato sono stati:
- Fiat Multipla (motore 1.6 Torque aspirato, con marchio Bi-Power per la prima serie e Natural Power per la seconda)
- Fiat Doblò (prima serie, motore 1.6 Torque)
- Fiat Panda (2003) (seconda serie, motori 1.2 e 1.4 FIRE 8V)
- Fiat Marea (motore 1.6 Torque, ha utilizzato il marchio Bi-Power e non Natural Power)
- Fiat Punto (188)
  - Fiat Punto (1.2 FIRE 8V aspirato)
  - Fiat Punto Classic (1.2 FIRE 8V aspirato)
- Fiat Punto (199)
  - Fiat Grande Punto (1.4 FIRE 8V aspirato)
  - Fiat Punto Evo (1.4 FIRE 8V aspirato)
  - Fiat Punto (1.4 FIRE 8V aspirato)